# Emmanuel van de Blaak
Emmanuel van de Blaak (Lagos, 15 februari 2005) is een Nederlands-Nigeriaans voetballer die doorgaans speelt als centrale verdediger. In augustus 2021 debuteerde hij voor Jong PSV en in november 2022 voor PSV.

## Clubcarrière
Van de Blaak speelde vanaf 2011 vier jaar voor JEKA. In 2015 werd hij opgenomen in de opleiding van Willem II en vijf jaar later nam PSV hem over. Van de Blaak maakte op 16 augustus 2021 zijn professionele debuut namens Jong PSV in de tweede speelronde van de Eerste divisie in het seizoen 2021/22. Thuis tegen FC Den Bosch mocht hij van coach Ruud van Nistelrooij als basisspeler aan het duel beginnen. Een minuut voor het einde van de wedstrijd zorgde Jizz Hornkamp ervoor dat Jong PSV met 0–1 verloor. Van de Blaak mocht de hele wedstrijd spelen. In juli 2022 verlengde hij zijn contract bij PSV tot en met het seizoen 2024/25.
Op 3 november 2022 mocht Van de Blaak zijn debuut maken in het eerste elftal van PSV. Op die dag werd in de UEFA Europa League met 1–2 gewonnen van Bodø/Glimt. De verdediger mocht van de doorgeschoven coach Van Nistelrooij in de blessuretijd van de tweede helft invallen voor Ki-Jana Hoever. De verdediger maakte op 10 november 2023 zijn eerste doelpunt als profvoetballer namens Jong PSV op bezoek bij FC Dordrecht. Mede door zijn treffer werd het duel met 1–4 gewonnen.

## Clubstatistieken

### Beloften
| Seizoen | Club     | Competitie     | Competitie | Competitie | Beker | Beker | Totaal | Totaal |
| Seizoen | Club     | Competitie     | Wed.       | Dlp.       | Wed.  | Dlp.  | Wed.   | Dlp.   |
| ------- | -------- | -------------- | ---------- | ---------- | ----- | ----- | ------ | ------ |
| 2021/22 | Jong PSV | Eerste divisie | 11         | 0          | —     | —     | 11     | 0      |
| 2022/23 | Jong PSV | Eerste divisie | 12         | 0          | —     | —     | 15     | 0      |
| 2023/24 | Jong PSV | Eerste divisie | 31         | 2          | —     | —     | 31     | 2      |
| 2024/25 | Jong PSV | Eerste divisie | 18         | 0          | —     | —     | 18     | 0      |
| Totaal  | Totaal   | Totaal         | 72         | 2          | 0     | 0     | 72     | 2      |

### Senioren
| Seizoen | Club   | Competitie | Competitie | Competitie | Beker | Beker | Internationaal | Internationaal | Totaal | Totaal |
| Seizoen | Club   | Competitie | Wed.       | Dlp.       | Wed.  | Dlp.  | Wed.           | Dlp.           | Wed.   | Dlp.   |
| ------- | ------ | ---------- | ---------- | ---------- | ----- | ----- | -------------- | -------------- | ------ | ------ |
| 2022/23 | PSV    | Eredivisie | 0          | 0          | 0     | 0     | 1              | 0              | 1      | 0      |
| 2023/24 | PSV    | Eredivisie | 0          | 0          | 0     | 0     | 0              | 0              | 0      | 0      |
| 2024/25 | PSV    | Eredivisie | 0          | 0          | 0     | 0     | 0              | 0              | 0      | 0      |
| Totaal  | Totaal | Totaal     | 0          | 0          | 0     | 0     | 1              | 0              | 1      | 0      |

Bijgewerkt op 19 december 2024.